# 宗宮喜代子
宗宮 喜代子（そうみや きよこ、1948年3月 - ）は、日本の言語学者。専門は、英語学（意味論）・日英対照言語学。東京外国語大学名誉教授。元岐阜聖徳学園大学外国語学部教授。

## 略歴
- 1970年 - 東京外国語大学外国語学部英米語学科卒業
- 1974年 - オハイオ州立大学言語学科大学院修士課程修了
- 1976年 - 東京外国語大学大学院外国語学研究科ゲルマン系言語専攻修士課程修了
- 1979年 - 東京経済大学 講師
- 1985年 - オハイオ州立大学 客員研究員
- 1991年 - 東京経済大学 助教授
- 1992年 - 東京外国語大学外国語学部 助教授
- 1995年 - カリフォルニア大学バークレー校 客員研究員
- 1998年 - 東京外国語大学外国語学部 教授
- 2009年 - 東京外国語大学総合国際学研究院（言語文化部門）教授（大学院重点化による所属変更）
- 2012年 - 東京外国語大学定年退職、同名誉教授。岐阜聖徳学園大学外国語学部教授。
- 2018年 - 岐阜聖徳学園大学定年退職

## 編著書
- 『道を歩けば前置詞がわかる』(共著) くろしお出版、2007
- 『アリスの論理』NHK出版生活人新書、2006
- 『ルイス･キャロルの意味論』大修館書店、2001

## 論文
- 国立情報学研究所収録論文 国立情報学研究所.2010-05-09閲覧。